# 卡纳维拉尔角空军基地41号航天发射台
卡纳维拉尔角空军基地41号航天发射复合体 (SLC-41)，即以前的41号发射复合体 (LC-41)是位于美国佛罗里达州卡纳维拉尔角梅里特岛的航天发射中心。 该发射场目前被美国联合发射联盟用来发射宇宙神5号和火神运载火箭。以前也被美国空军用来发射大力神3号和大力神4号。
除了卫星，LC-41在20世纪70年代也发射过许多探测器，包括到太阳的太阳神探测器，到火星的海盗探测器及旅行者号行星飞越和深空探测。 
近年来从LC-41发射的探测器都使用宇宙神五号: 2005年8月发射的火星勘测轨道飞行器，2006年1月发射的新视野号，2011年8月发射的朱诺号，2011年11月发射的的好奇号，以及2020年7月的毅力号。
2024年1月8日，火神运载火箭携带Peregrine月球着陆器在LC-41成功首飞。

## 发射历史
其第一次发射是在1965年12月21日，发射大力神3C，运载了四个独立载荷。
除了卫星，LC-41在20世纪70年代也发射过许多探测器，包括到太阳的太阳神探测器，到火星的海盗探测器及旅行者号行星飞越和深空探测。
LC-41也是大力神4号进行处女航的地方。 大力神系列的最后一次发射是在1999年4月9日，大力神4B将USA 142预警卫星送入太空。 然而这次发射以失败告终，上面级与卫星分离失败，导致携带的一颗国防支援计划导弹探测卫星（DSP）未能进入预定轨道。
在泰坦火箭项目结束后，SLC-41又准备用于支持宇宙神5号的发射。在DSP卫星发射失败几个月后，SLC-41的固定和移动服务塔被拆除，新的宇宙神5号发射台开始建造。在发射台西南位置建成了一座新的垂直集成设施（VIF），它替代了原本由SLC-40与SLC-41共用的垂直集成建筑。宇宙神5号在VIF中装配完成后由移动平台送往发射台。
尽管设计上宇宙神5号是从没有永久服务塔的简洁发射台起飞，但考虑到将来波音星际航线飞船运输乘员前国际空间站的需要，发射工位会建设一座载人发射服务塔。

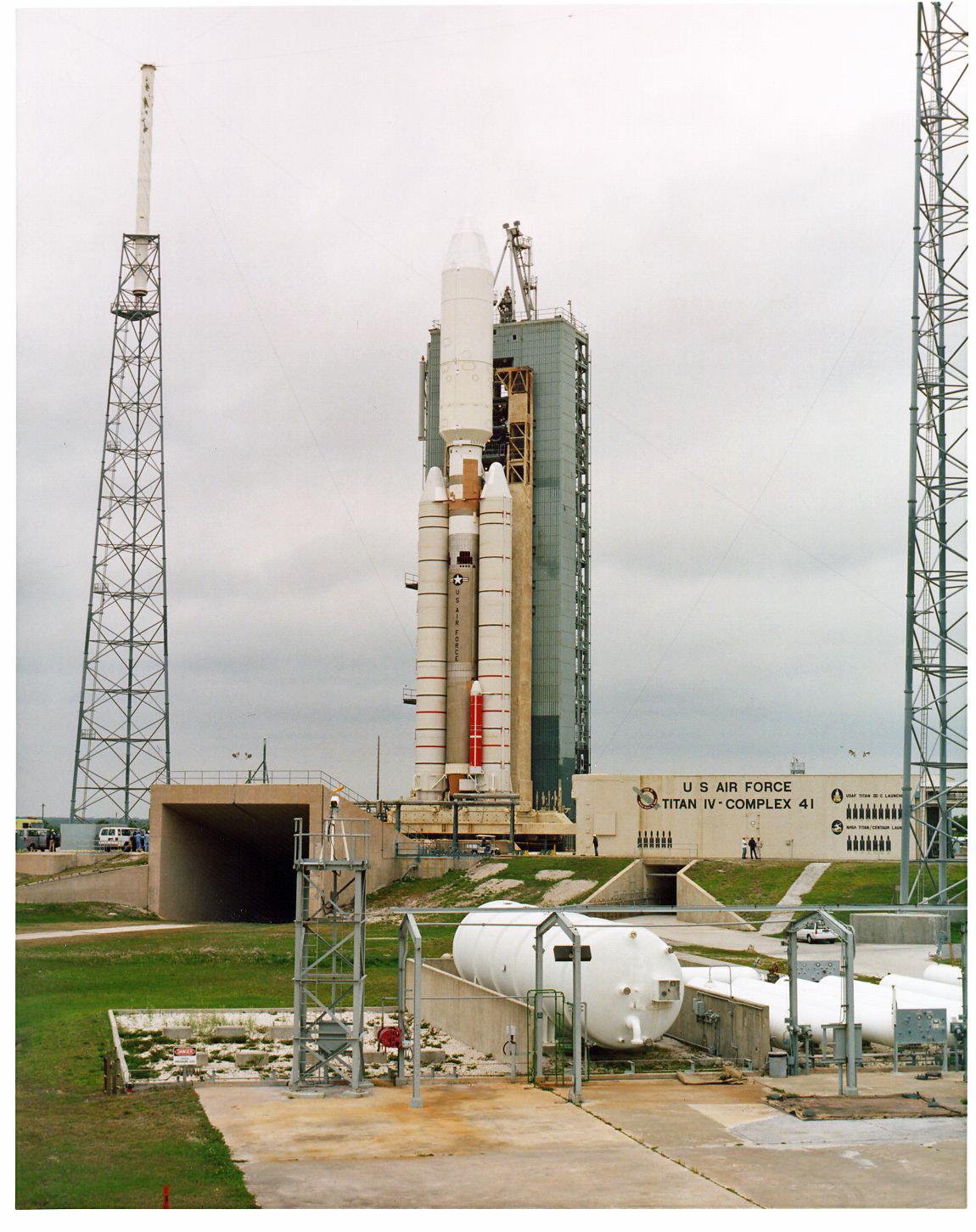
大力神四号在发射架上，1996年
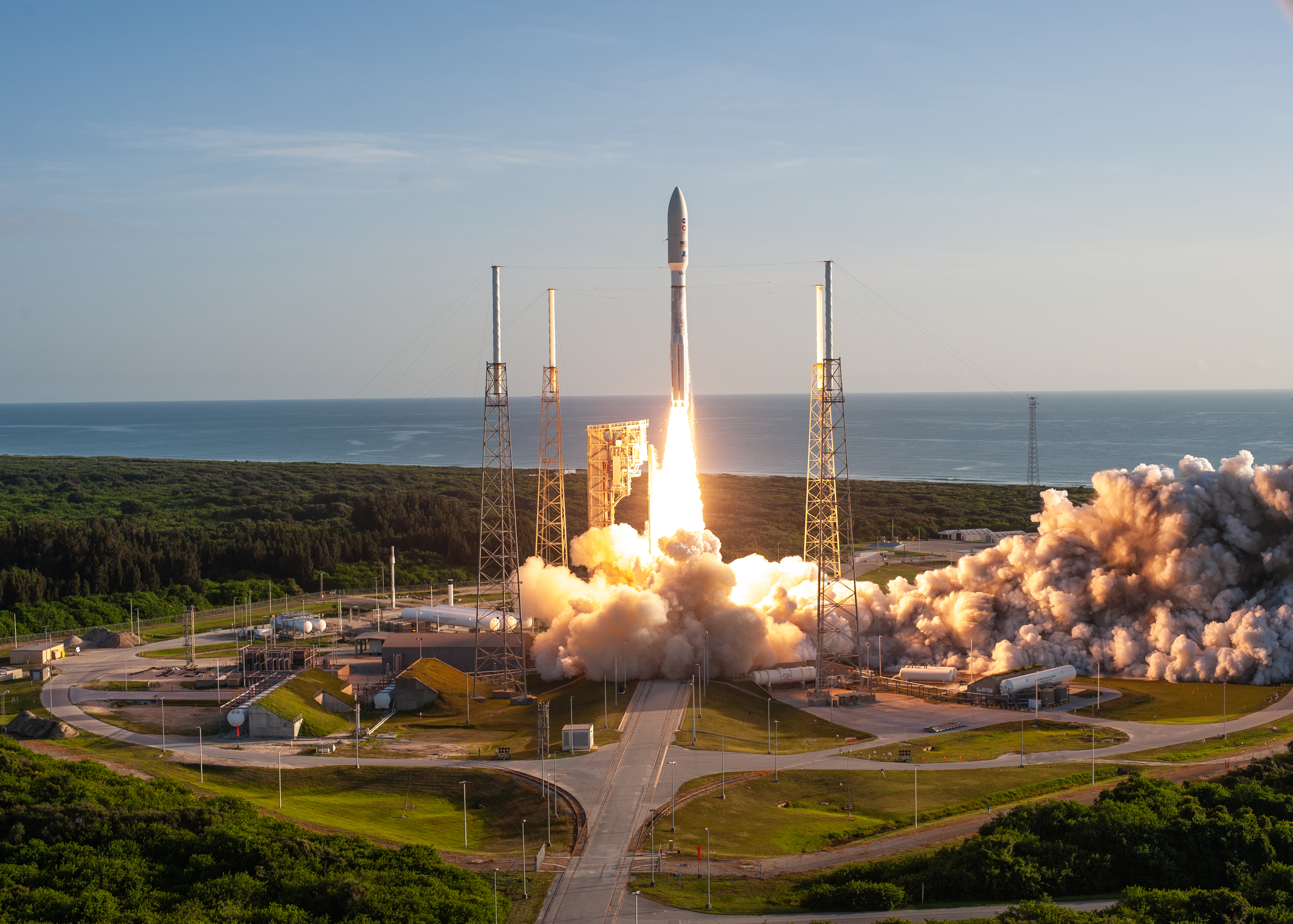
搭载毅力号火星车的宇宙神5号在SLC-41发射升空
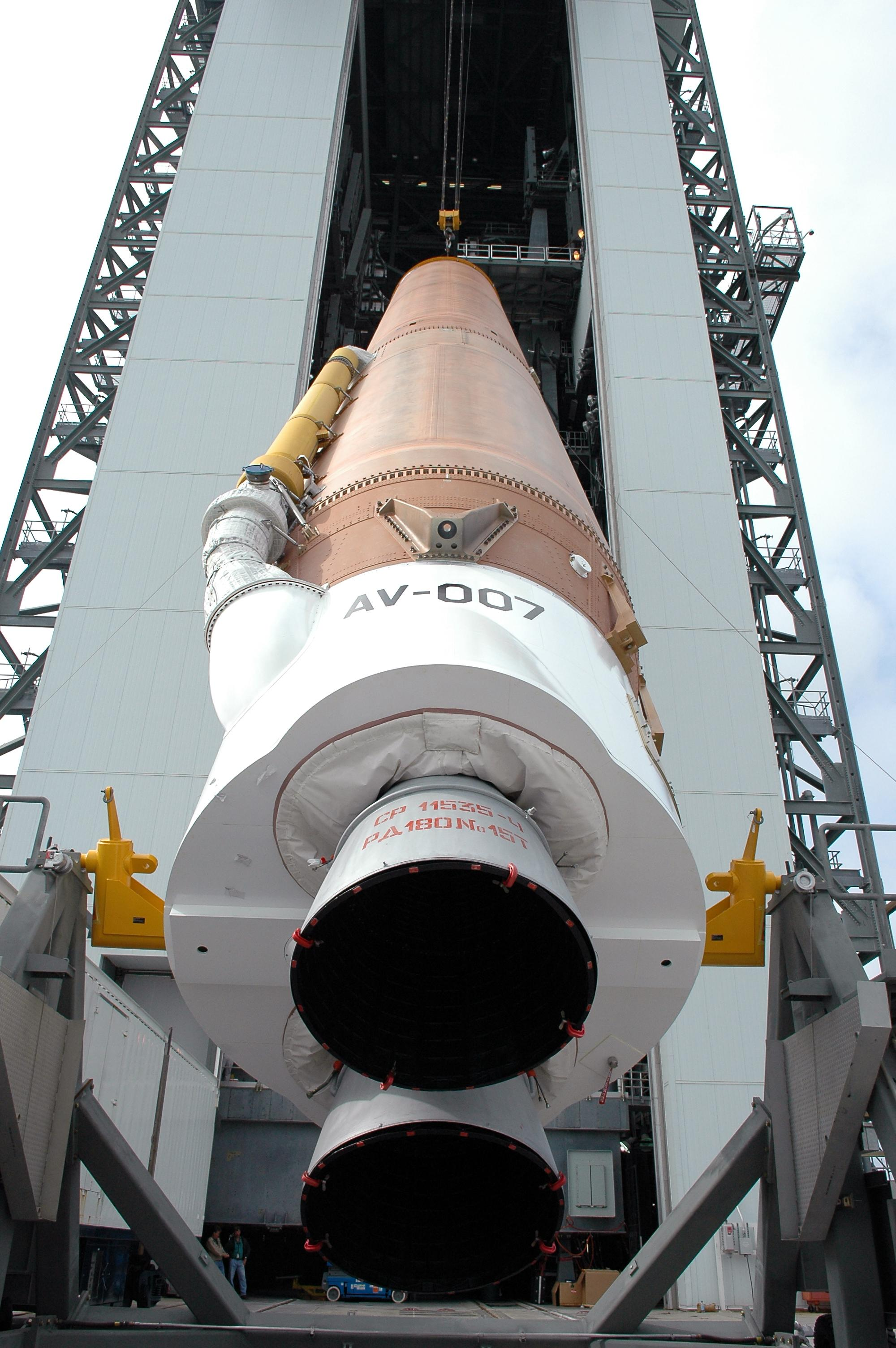
发射火星侦查轨道器的宇宙神5号在VIF装配
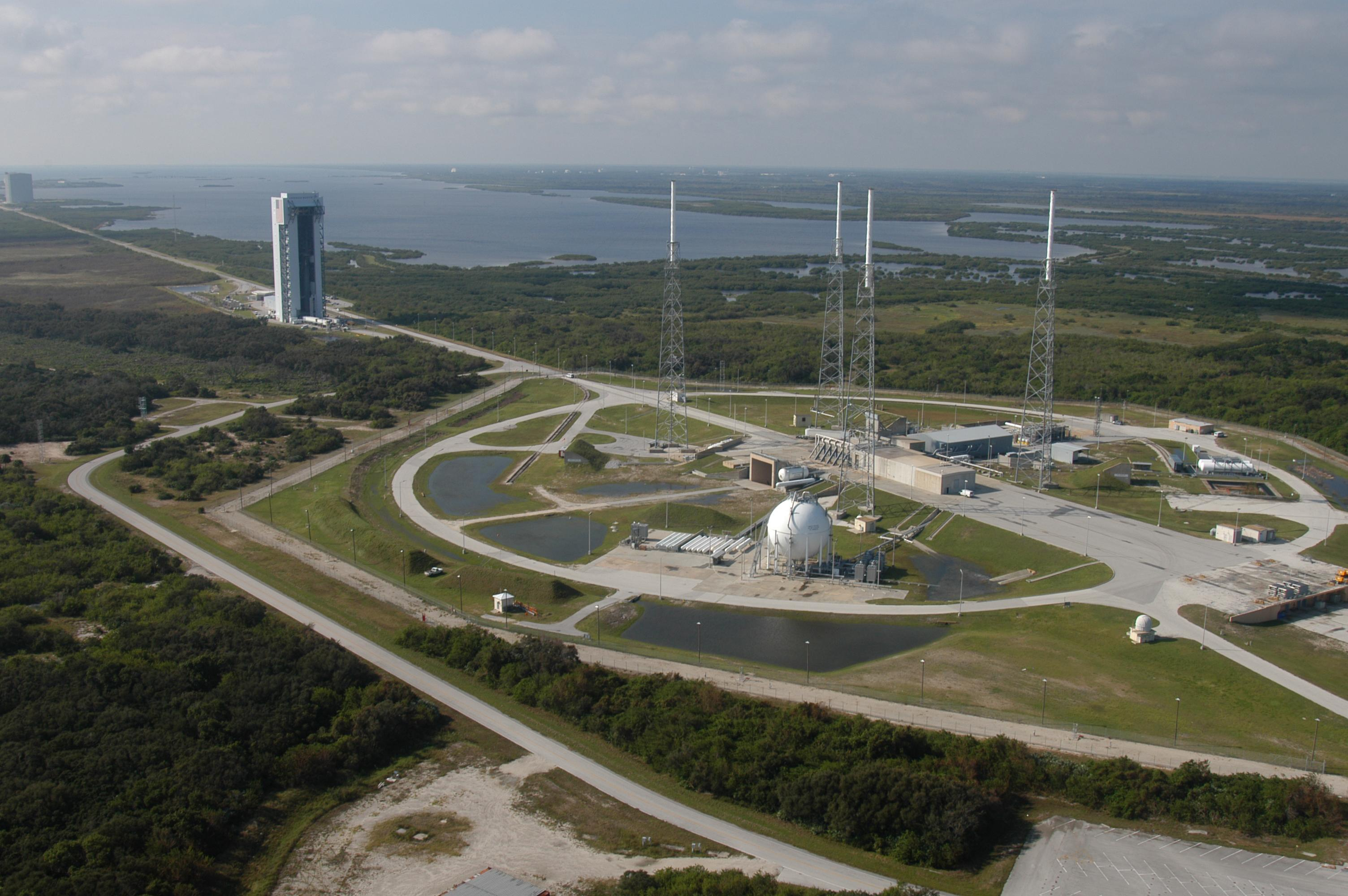
卡纳维拉尔角空军基地41号发射场的鸟瞰图。左侧是装有洛克希德·马丁·宇宙神5号的垂直整合设施，该火箭将发射NASA的新视野号。

## 载人飞行
在2015年九月,发射台开始改造以支持载人航天与波音星际航线 。· 改造包括增加载人发射服务塔，提供进入太空舱的通道，以进行发射前处理，机组人员进入和紧急逃生。

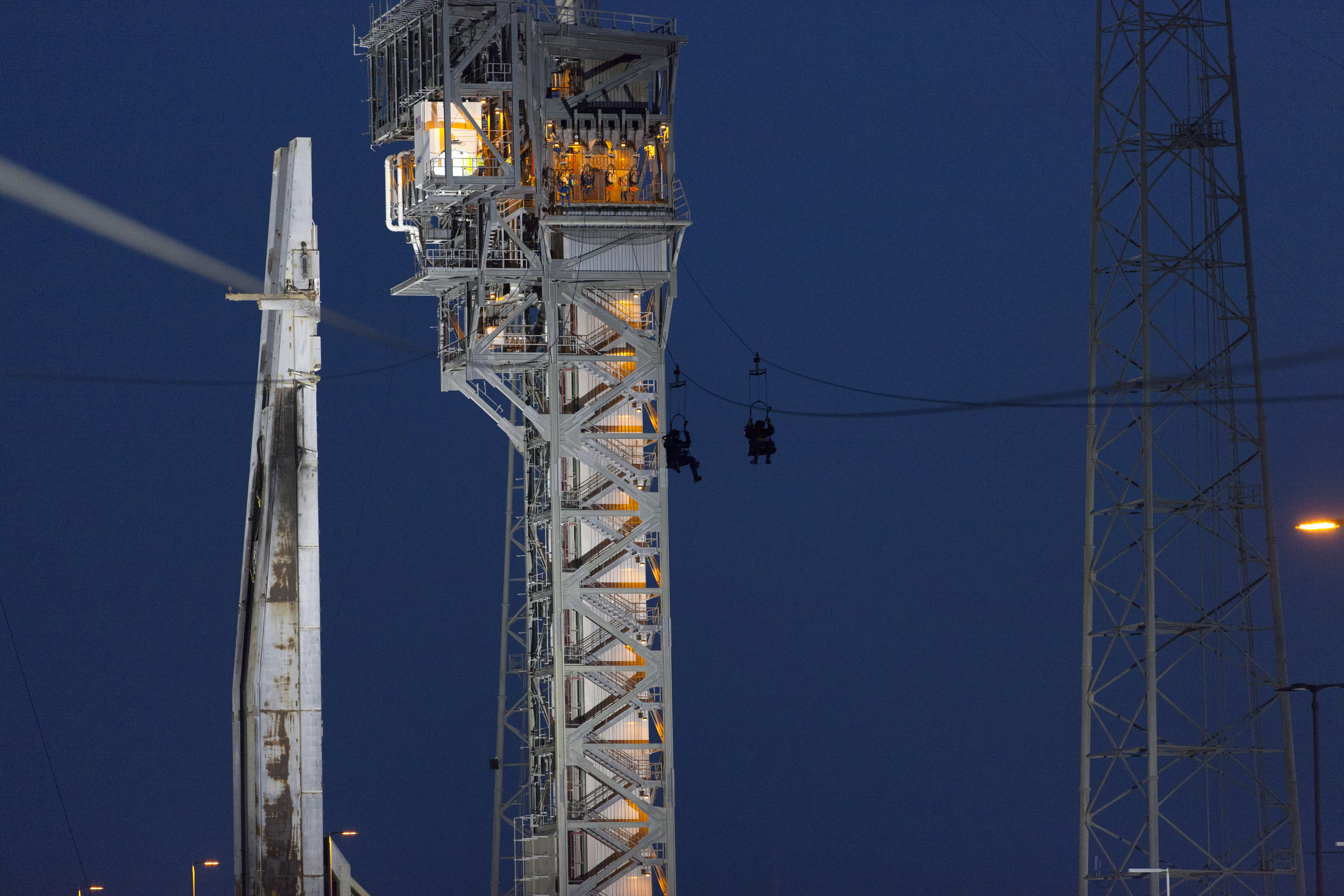
宇航员在SLC-41进行紧急逃生演练。
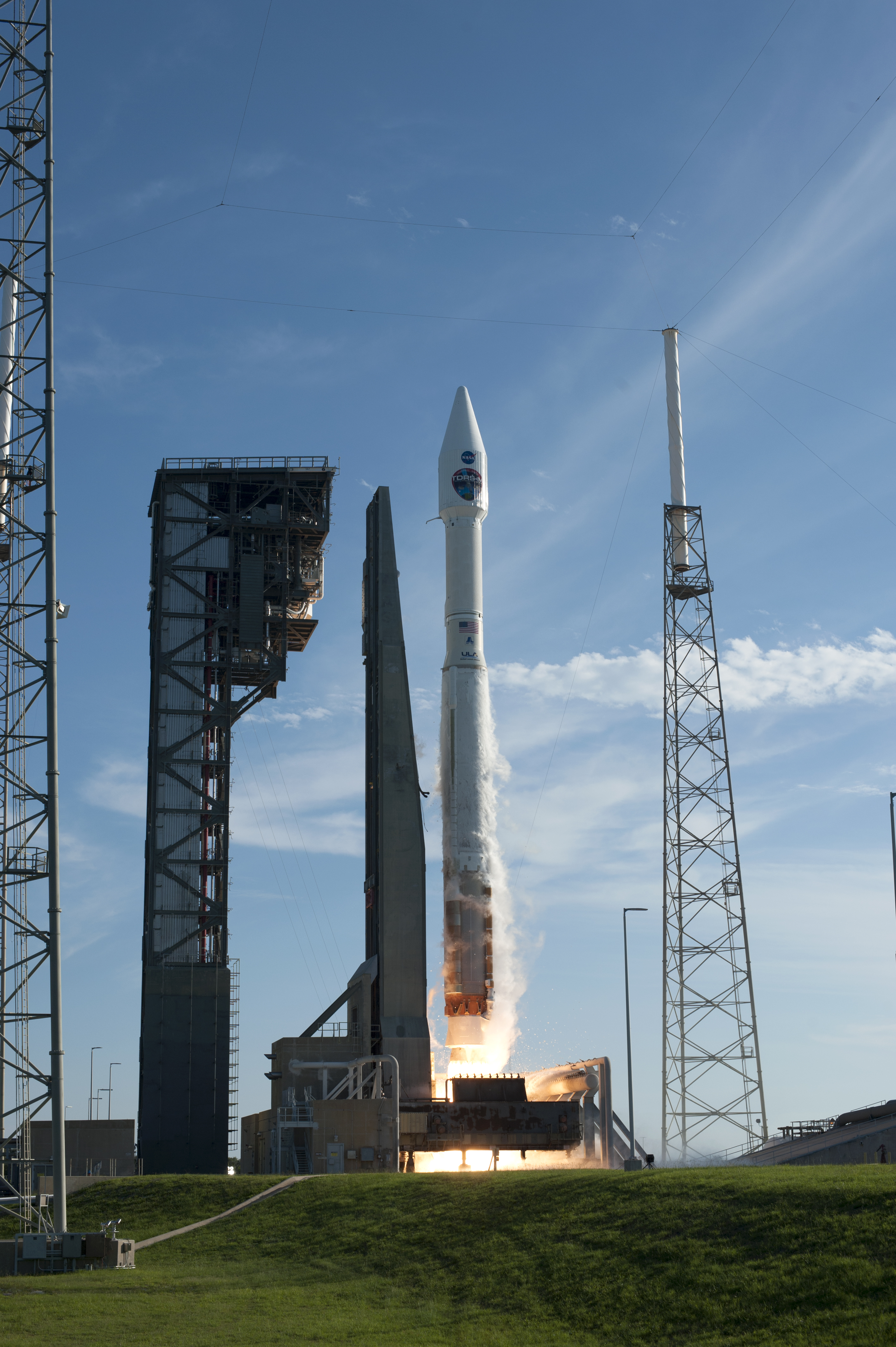
Atlas V搭载TDRS-M在SLC-41发射升空，左侧的载人发射服务塔已建造完毕以供以后的载人飞行任务使用。

## 发射记录
- 大力神3C
- 大力神3E
- 大力神4号
- 宇宙神5号